# 1930

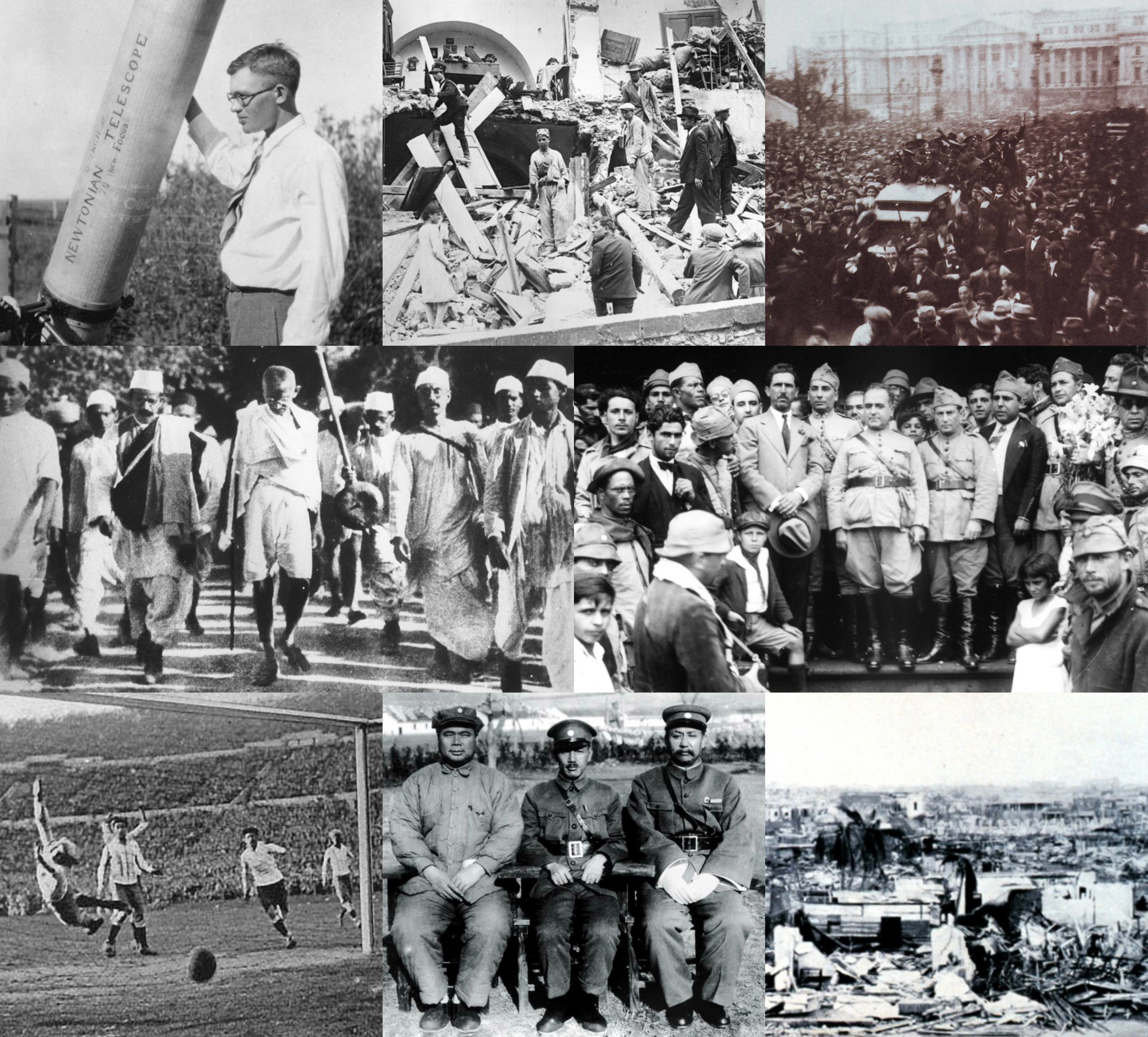

1930 (MCMXXX) là một năm thường bắt đầu vào Thứ tư của lịch Gregory, năm thứ 1930 của Công nguyên hay của Anno Domini, the năm thứ 930  của thiên niên kỷ 2, năm thứ 30  của thế kỷ 20, và năm thứ  1   của thập niên 1930. 

## Sự kiện

### Tháng 2
- 1 tháng 2: Hồng quân Trung Quốc thất thủ tại căn cứ địa Tả Giang
- 3 tháng 2: Đảng Cộng sản Việt Nam được thành lập.

### Tháng 7
- 13 tháng 7: Giải vô địch bóng đá thế giới 1930 là giải vô địch bóng đá thế giới lần đầu tiên.
- 27 tháng 7: Hồng quân Trung Quốc giải phóng Trường Sa, Hồ Nam

## Sinh

### Tháng 1
- 7 tháng 1: Nguyễn Đình Hương, chính trị gia người Việt Nam (m. 2020)

### Tháng 4
- 10 tháng 4: Trần Phương, diễn viên, nghệ sĩ nhân dân người Việt Nam (m. 2020)
- 15 tháng 4: Hồ Phương (Nguyễn Thế Xương), nhà văn người Việt Nam (m. 2024)

### Tháng 5
- 25 tháng 5: Mikalaj Ivanavič Dziemianciej, nguyên thủ quốc gia Byelorussia Xô viết (m. 2018)[1]

### Tháng 6
- 26 tháng 6: Nguyễn Hiền, thiếu tướng người Việt Nam (m. 2021)

### Tháng 7
- 24 tháng 7: Hoàng Vân, nhạc sĩ người Việt Nam (m. 2018)
- 30 tháng 7: Cao Xuân Hạo, nhà ngôn ngữ học người Việt Nam  (m. 2007)

### Tháng 8
- 30 tháng 8: Warren Buffett, trùm doanh nhân, nhà đầu tư và từ thiện người Mỹ

### Tháng 9
- 21 tháng 9: Ngọc Cẩm, nữ ca sĩ người Việt Nam, vợ của nhạc sĩ Nguyễn Hữu Thiết, mẹ ruột của ca sĩ Hồng Hạnh (m. 2020)

### Tháng 10
- 1 tháng 10: Richard Harris, diễn viên người Ireland (m. 2002)
- 5 tháng 10 : Anne Haddy, diễn viên người Úc (m. 1999)
- 20 tháng 10: Nguyễn Minh Châu, nhà văn người Việt Nam (m. 1989)

### Tháng 11
- 4 tháng 11: Thanh Hải, nhà thơ người Việt Nam (m. 1980)

## Mất
- 14 tháng 11: Dương Khai Tuệ, vợ thứ hai của Mao Trạch Đông (s. 1901)
- 8 tháng 3: William H. Taft, tổng thống thứ 27 của Hoa Kỳ (s. 1857)

## Giải Nobel
- Vật lý - Sir Chandrasekhara Venkata Raman
- Hóa học - Hans Fischer
- Y học - Karl Landsteiner
- Văn học - Sinclair Lewis
- Hòa bình - Tổng giám mục Lars Olof Nathan Söderblom